# Église Saint-Nicolas de Pyrford
L’église Saint-Nicolas est une église médiévale anglaise de style normand située à Pyrford (en) dans le Surrey.
Construite vers 1140, l’église Saint-Nicolas est un bel exemple d’église style normand complète. Des travaux de rénovation menés en 1869 et en 1967 ont mis au jour des fresques  originales peintes en ocre rouge. Il existe deux séries de dessins datant de périodes différentes avec des sujets tels des scènes de la Passion du Christ et une illustration de pèlerins s’apprêtent à mettre à la voile lors d’un pèlerinage pour l’Espagne. On pense que la reine Élisabeth Ire d’Angleterre s’est probablement recueillie à l’église Saint-Nicolas à laquelle elle aurait fait don d’un calice en argent en 1570.
Les terrains de l’église ainsi que les terrains environnants ont été désignés comme zone de conservation ayant une importance architecturale et historique particulière.

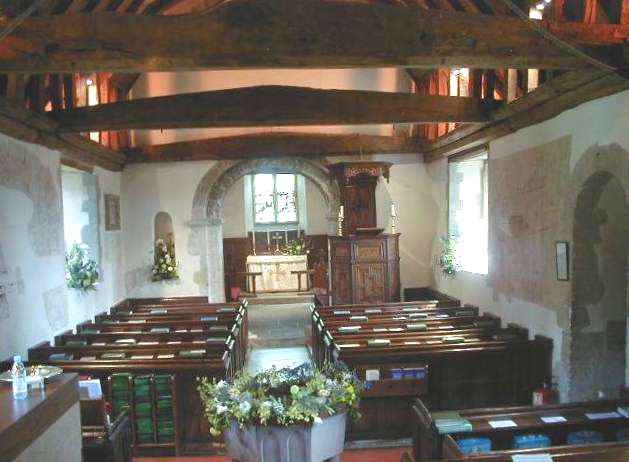
La nef de l’église Saint-Nicolas.